# Championnat d'Europe féminin de football des moins de 18 ans 1998
Cet article traite de l'épreuve féminine. Pour la compétition masculine, voir Championnat d'Europe de football des moins de 19 ans 1998.
Navigation
Édition 1999
La 1re édition du Championnat d'Europe de football féminin des moins de 18 ans est une compétition de football féminin réunissant huit équipes nationales s'affrontant en matchs aller-retour. L'équipe du Danemark remporte cette première édition historique face à la France sur le score de cumulé de 4 à 3 (2-0 à l'aller et 2-3 au retour). 

## Format
Les rencontres sont à élimination directe en matchs aller-retour (domicile et extérieur), des quarts de finale à la finale. 

### Quarts de finale
| Équipe   | Aller | Total   | Retour | Équipe    |
| -------- | ----- | ------- | ------ | --------- |
| Suède    | 1 - 0 | 5 - 0   | 4 - 0  | Italie    |
| Pays-Bas | 1 - 2 | 2 - 2 e | 1 - 0  | Danemark  |
| Norvège  | 1 - 2 | 3 - 5   | 2 - 3  | Allemagne |
| France   | 2 - 0 | 3 - 0   | 1 - 0  | Russie    |

### Demi-finales
Le Danemark élimine l'Allemagne et la France élimine la Suède aux tirs au but.
| Équipe   | Aller | Total                | Retour | Équipe    |
| -------- | ----- | -------------------- | ------ | --------- |
| Danemark | 0 - 0 | 1 - 0                | 1 - 0  | Allemagne |
| France   | 2 - 0 | 2 - 2 qual. t. a. b. | 0 - 2  | Suède     |

### Finale
| Finale aller    | Danemark       | 2 – 0   | France | Åbenrå, Danemark |  |
| 11 juillet 1998 | Knudsen 6e 86e | (1 – 0) |        |                  |  |

| Finale retour   | France                          | 3 – 2   | Danemark                          | Niederbronn-les-Bains, France |  |
| 18 juillet 1998 | Devaud 10e · Le Denmat · Pogeat | (1 – 1) | G. Pedersen 45e · K. Pedersen 73e |                               |  |

Le Danemark gagne par un score cumulé de 4 à 3
| Championne d'Europe de football féminin des moins de 18 ans 1998 Le Danemark 1er titre |